# Think of the children!
Think of the children! is het vierde studioalbum van de Britse band Also Eden. Het is een soort conceptalbum, dat handelt over de thema’s vrijheidsbeperking en het min of meer blind volgen van techniek en media. De muziekgroep besloot de teksten niet geheel af te drukken in het boekwerkje, het was te veel om het leesbaar te houden. De teksten werd volledig vermeld op hun website. Het bleef een puntje van kritiek op het verder gunstig ontvangen album in de kringen van de progressieve rock. 

## Musici
- Rich Harding- zang
- Simon Rodgers - gitaar
- Steve Dunn – basgitaar
- Ian Hodson – toetsinstrumenten
- Lee Nicholas – slagwerk
- Emma en Tom Dunn - kinderstemmen

## Muziek
| Nr. | Titel                    | Duur |
| --- | ------------------------ | ---- |
| 1.  | Think of the children I  | 6:59 |
| 2.  | Hiding in plain sight    | 3:53 |
| 3.  | Oversight                | 6:28 |
| 4.  | Cijfers                  | 3:22 |
| 5.  | The greater game         | 9:28 |
| 6.  | Stealth                  | 5:40 |
| 7.  | Dream without a dream    | 6:20 |
| 8.  | 1949                     | 9:57 |
| 9.  | Think of the children II | 4:02 |

Cijfers staat voor de oneindige stroom digitale gegevens (enen en nullen).